# 특수주정임무대
특수주정임무대(Special Boat Service; SBS 스폐셜 보트 서비스[*])는 영국 해군의 특수부대이다. 육군 제22SAS연대, 육군 특수수색연대, 특수부대 지원단와 함께 영국 특수부대를 이룬다. 표어는 By strength and guile→힘과 책략으로이다. 대한민국의 경우 네티즌 및 블로그에서 "영국 해군 특전대"로 부르고 있지만, 이는 정식 명칭이 아니다.

## 역사
2차 세계대전 중에 영국 육군 코만도의 장교였던 로저 커트니가 육군 코만도 부대 내에 카누를 이용한 해상침투에 특화된 팀을 만들자는 제안을 냈고 이게 상부에서 받아들여져서 육군 코만도 산하의 Layforce부대 소속의 1개 팀으로 처음 창설되었다. 첫 부대명은 Folboat Troop이었고 12명의 대원으로 구성되었다. 이후 1942년에 육군 코만도 소속에서 육군 SAS 예하로 소속을 옮겼고 규모도 확장됐으며 부대명도 SAS 산하의 특수 주정 부서(Special Boat Section)로 바뀌었고 이때부터 SBS라는 이니셜로도 불리게 됐다.
2차 세계대전이 끝나자 육군 SAS 소속의 오리지널 SBS가 해체되었다. 그 후 영국 해군에서 과거 영국 육군에 있었던 'SBS(Special Boat Section)'라는 부대 이름만 그대로 따와서 똑같은 이름의 부대를 새로 만들었는데 이때 새로 만든 부대가 바로 오늘날까지 이어져오는 그 SBS이다. 1977년에 부대 이름을 기존의 Special Boat Section에서 Special Boat Squadron으로 개칭하였다. 그리고 1987년에 부대 이름을 지금과 같은 Special Boat Service로 바꿨다.
1987년에 영국의 특수작전을 통합 지휘하는 영국 특수부대 사령부 (The United Kingdom Special Forces (UKSF))의 구성부대가 되었다. 이 UKSF에는 SBS 외에도 육군 공수특전단(SAS) 및 특수부대 지원단(Special Forces Support Group) 등이 소속되어 있다.

## 조직
4개 편대로 구성되어 있다. 정확한 전체 병력 수는 공개되지 않았으나 현재 총인원이 200 ~ 300명 정도로 추정된다.
- C 전대 - 수영 및 카누 작전.
- M 전대 - 승선 작전, M 편대 예하에 대테러 작전 전문부대인 블랙 그룹이 존재함.
- X 전대 - 2004년 창설된 새로운 편대, C 편대와 같다.
- Z 전대 - 고속정이나 잠수정을 이용한 소형 워터본 작전.
- 예비군 전대 - SBS에서 근무했던 예비역 부대.

## 같이 보기
- SAS
- 영국 특수부대